# Acerentulus aubertoti
Acerentulus aubertoti är en urinsektsart som beskrevs av Bruno Condé 1944. Acerentulus aubertoti ingår i släktet Acerentulus och familjen lönntrevfotingar. Inga underarter finns listade i Catalogue of Life.